# Mukarama Abdulai
Pour les articles homonymes, voir Abdulai.
Mukarama Abdulai, née le 10 octobre 2002 à Tamale au Ghana, est une footballeuse internationale ghanéenne. Elle a notamment joué au poste d'attaquant pour le club espagnol Deportivo Alavés, pour les Black Maidens et pour l'équipe nationale féminine du Ghana.

## Carrière universitaire

### Université d'études du développement
Fin 2018, Mukarama Abdulai est admise à l'University for Development Studies (UDS) et rejoint l'équipe de football de cet établissement. Lors de la huitième édition des mini-jeux de la Ghana University Sports Association (GUSA) en 2019, elle permet à son équipe de remporter le tournoi de football féminin en marquant trois buts, et remporte le prix de la meilleure buteuse et de la meilleure joueuse du tournoi,,.

### Collège junior Tyler
Mukarama Abdulai obtient en août 2019 une bourse d'études pour le Tyler Junior College au Texas, aux États-Unis, en poursuivant sa carrière de footballeuse,.
Pendant sa première saison dans l'équipe de football féminine du Tyler Junior College, elle marque 27 buts et fait 13 passes décisives, et aide ainsi son équipe à remporter le championnat NJCAA Gulf South District 2019, et le championnat de football féminin NJCAA, avec un doublé lors de la finale. Après avoir enregistré trois doublés consécutifs en fin de tournoi, elle est désignée comme la joueuse offensive la plus efficace de la compétition.
Lors de sa deuxième saison, elle marque 23 buts et effectue 10 passes décisives, ce qui permet de nouveau à l'équipe de remporter le championnat NJCAA Gulf South District 2020 et le championnat de football féminin NJCAA pour la deuxième année consécutive. En finale, elle marque un doublé et le Tyler College bat Salt Lake (Utah) par 2-0 lors du dernier match de la saison pour terminer la campagne avec un record de 18-0,. Elle termine le championnat en tant que meilleure buteuse, meilleure en nombre de points et meilleure joueuse,,.

## Carrière en club
Mukarama Abdulai avait rejoint le Northern Ladies FC du Ghana Premier League en 2011 à l'âge de 9 ans. Au cours de la saison 2020-2021, lors du premier match, elle réussit un triplé et permet la victoire 3-1 contre Ashtown Ladies le 17 janvier 2021, ce qui est la première victoire de son club.
Le 16 juillet 2021, le club Deportivo Alavés Gloriosas annonce qu'il a signé un contrat de deux ans avec Mukarama Abdulai et qu'elle doit rester avec le club jusqu'en 2023,. En janvier 2023, Mukarama Abdulai et son club Alavés annoncent la résiliation de ce contrat, de leur commun accord.

## Carrière internationale
Mukarama Abdulai est capitaine de l'équipe du Ghana lors de la Coupe du monde féminine des moins de 17 ans 2018 en Uruguay, où elle remporte le Golden Boot (soulier d'or) pour ses sept meilleurs buts et deux passes décisives. Elle réussit d'abord un triplé lors du premier match contre le pays hôte. Elle remporte en plus le Ballon de bronze,. Après ses exploits avec l'équipe nationale des moins de 17 ans, elle est nommée footballeuse féminine de l'année 2018 par SWAG, battant Grace Asantewaa et Faustina Ampah pour le prix.
Elle est appelée à rejoindre l'équipe senior pour la Coupe féminine WAFU Zone B 2019 . Elle fait ses débuts lors du premier match du tournoi contre le Sénégal et y marque un but, aidant le Ghana à remporter la victoire par 2-0.
Elle est sélectionnée dans l'équipe nationale des moins de 20 ans du Ghana et nommée capitaine avant un double match amical contre le Maroc en novembre 2020. Elle fait ses débuts lors du premier match le 23 novembre 2020 en perdant 1-0, mais lors du deuxième match le 30 novembre, elle marque un doublé permettant au Ghana de gagner par 4-0 contre le Maroc,,.

## Honneurs
Ghana
- Tournoi féminin de la zone B de l'UFOA, troisième place en 2019[26].

- Médaille d'or des Jeux africains de 2023

### Individuel
- Soulier d'or de la Coupe du monde féminine de football des moins de 17 ans en 2018[19].
- Ballon de bronze de la Coupe du monde féminine de football des moins de 17 ans en 2018[19].
- Footballeuse féminine SWAG de l'année 2018[21].
- Ghana Football Awards, footballeuse féminine de l'année 2019[27].
- Prix de l'étoile montante des Ghana Football Awards en 2019[28].